# زروان‌داد
زروان‌داد از اشراف ساسانی از اسپندیاذ بود که به عنوان سپهبد خدمت کرد. او فرزند ارشد وزیر قدرمتند ساسانی، مهرنرسی بود و دو برادر به نامه‌های کاردار و ماه‌گشنسپ داشت. نام او به معنی «هدیه زروان» است. با این حال داشتن این نام لزوماً به این معنی نیست که او پیرو آیین زروانی بود. با این حال، پدر او یک زروانی بود، که شاید به این معنی باشد که خود او هم احتمالاً پیرو این آیین بوده است. در دوران پیروز اول، زروانیسم ممنوعه اعلام شد و پیروان آن از جامعه زرتشتی طرد می‌شدند. زروان‌داد ممکن است همان کسی باشد که در وندیداد از او به عنوان کسی یاد شده که وجود اهورا مزدا به عنوان خدای متعال زرتشتی را مورد مجادله قرار می‌دهد. چیز دیگری درباره او دانسته نیست.